# 레나토 이바라
알렉스 레나토 이바라 미나(Alex Renato Ibarra Mina, 1991년 1월 20일, 암부키 ~)는 흔히 레나토 이바라(Renato Ibarra)로 알려진 에콰도르의 축구 윙어로, 현재 리가 MX 클럽 티후아나와 에콰도르 국가대표팀에서 활약하고 있다.

## 클럽 경력

### 엘 나시오날

#### 2007-2011
그는 유소년 시절 대부분을 에콰도르 클럽 엘 나시오날에서 보냈다. 2009년 5월 17일, 이바라는 3-0으로 이긴 올메도전에서 데뷔하였다. 그의 프로무대 첫 득점이자 엘 나시오날에서의 첫 골은 2011년 3월 9일에 나왔는데, 그는 1-0으로 이긴 인데펜디엔테 델 바예전에서 30미터 중거리포로 기록하였다. 그는 엘 나시오날 소속으로 데포르티보 쿠엥카전, 임바부라전에서 2골을 더 득점하였다. 에콰도르 세리에 A와 2011년 FIFA U-20 월드컵에서의 괄목할 성과로, 그는 첼시나 피테서 등의 몇몇 유럽 클럽들의 관심을 받았고, 그는 2011년 여름에 후자의 클럽으로의 이적을 성사했다. 그는 엘 나시오날에서 31경기 출전, 3득점을 기록했다.

### 피테서

#### 2011-12
2011년 7월 8일, 피테서는 레나토 이바라와의 3년 계약 체결로 영입을 성사시켰다. 그는 2011년 11월 27일, 무득점으로 비긴 트벤터 전에서 새 클럽 신고식을 치르었다. 그는 2012년 3월 16일, 2-0으로 이긴 헤라클레스 알멜로전에서 첫 골을 성공시켰다. 2012년 4월 15일, 1-0으로 승리한 덴 하흐전에서 또 한골을 추가하였다. 그의 시즌 3호골이자 마지막 골을 5월 20일, 발베이크전에서 터졌다. 그는 네덜란드 데뷔 시즌을 23경기 출장, 3골로 마쳤고, 팀의 주전 선수가 되었다.

#### 2012-13
레나토의 2년차 첫 경기는 2012년 8월 18일, 1-0 승리로 끝난 즈볼러전이었고, 그는 이 경기의 결승골을 득점하였다. 11월 3일, 2-0으로 이긴 아약스와의 원정 경기에서 레나토는 윌프리드 보니의 2번째 골로 연결된 아름다운 곡선의 크로스를 올렸고, 아약스의 전 대회 무패행진 기록에 종지부를 찍게 만들었다. 몇 경기만에, 그는 피테서의 영향력 있는 윙어로 발전하여, 윌프리드 보니에 골로 연결될 정확한 크로스로 도움을 주었다. 12월 19일, 레나토는 10-1의 역사적인 승리를 거둔 ADO '20과의 컵 경기에서 멀티골을 삽입하였다. 2013년 1월 27일, 레나토는 3-2로 이긴 아약스와의 홈경기에서 결승골이자 극을 마무리짓는 득점을 성공시켰다. 4월 6일, 레나토는 3-0으로 끝난 브레다전에서 드리블로 3명의 수비수를 벗겨내고 팀의 2번째 득점으로 시즌 3호골을 넣었다. 레나토는 피테서가 참가한 모든 대회를 통틀어 이 시즌에 5골을 넣었다.

#### 2013-14
레나토는 8월 4일, 3-1로 이긴 헤라클레스 알멜로 홈경기에서 시즌 1호골에 성공하였다.

## 국가대표팀 경력

### 에콰도르 U-20
레나토 이바라는 콜롬비아에서 열린 U-20 월드컵에 참가할 에콰도르 대표로 발탁되었다.

### 에콰도르
2011년 4월 20일, 이바라는 아르헨티나와의 친선경기에서 에콰도르 성인 국가대표팀 데뷔전을 치렀다.

## 경력 통계
2017년 1월 26일 기준
| 클럽        | 시즌      | 리그       | 리그 | 리그 | 컵   | 컵 | 대륙 | 대륙 | 기타 | 기타 | 합계 | 합계 |
| 클럽        | 시즌      | 리그       | 출장 | 골   | 출장 | 골 | 출장 | 골   | 출장 | 골   | 출장 | 골   |
| ----------- | --------- | ---------- | ---- | ---- | ---- | -- | ---- | ---- | ---- | ---- | ---- | ---- |
| 엘 나시오날 | 2009      | 세리에 A   | 3    | 0    | –    | –  | –    | –    | –    | –    | 3    | 0    |
| 엘 나시오날 | 2010      | 세리에 A   | 11   | 0    | –    | –  | –    | –    | –    | –    | 11   | 0    |
| 엘 나시오날 | 2011      | 세리에 A   | 17   | 3    | –    | –  | –    | –    | –    | –    | 17   | 3    |
| 엘 나시오날 | 합계      | 합계       | 31   | 3    | –    | –  | –    | –    | –    | –    | 31   | 3    |
| 피테서      | 2011–12   | 에레디비시 | 23   | 3    | 1    | 0  | —    | —    | 41   | 1    | 28   | 4    |
| 피테서      | 2012–13   | 에레디비시 | 32   | 3    | 3    | 2  | 42   | 0    | —    | —    | 39   | 5    |
| 피테서      | 2013–14   | 에레디비시 | 33   | 1    | 3    | 0  | 2    | 0    | 1    | 0    | 39   | 1    |
| 피테서      | 2014–15   | 에레디비시 | 25   | 2    | 3    | 1  | —    | —    | 21   | 0    | 30   | 3    |
| 피테서      | 2015–16   | 에레디비시 | 16   | 0    | 1    | 0  | 0    | 0    | —    | —    | 17   | 0    |
| 피테서      | 합계      | 합계       | 129  | 9    | 11   | 3  | 6    | 0    | 7    | 1    | 153  | 13   |
| 아메리카    | 2016–17   | 리가 MX    | 30   | 1    | 8    | 2  | 13   | 0    | —    | —    | 38   | 3    |
| 경력 합계   | 경력 합계 | 경력 합계  | 190  | 13   | 19   | 5  | 7    | 0    | 7    | 1    | 223  | 19   |

1 에레디비시 유럽대항전 플레이오프 경기 포함.
2 UEFA 유로파리그 경기 포함.
3 FIFA 클럽 월드컵 경기 포함.